# Maximilián Saský (1870–1951)
Princ Maxmilián Vilém August Albert Karel Řehoř Oto Saský, vévoda saský (německy: Maximilian Wilhelm August Albert Karl Gregor Odo; 17. listopadu 1870, Drážďany – 12. ledna 1951, Fribourg), byl člen albertinské větve rodu Wettinů a katolický kněz.

## Mládí
Maxmilián Vilém August Albert Karel Řehoř Oto Saský se narodil v Drážďanech, hlavním městě Saského království, jako sedmé z osmi dětí prince Jiřího Saského a infantky Marie Anny Portugalské. Narodil se s tituly prince a vévody saského s oslovením Královské Výsosti. Mezi jeho sourozenci byli poslední saský král Fridrich August III. a princezna Marie Josefa, matka posledního rakouského císaře Karla I.

## Kněžství
Dne 26. července 1896 se princ Maxmilián rozhodl přes počáteční odpor své rodiny studovat kněžství a následně byl vysvěcen na kněze. Poté co se stal knězem se vzdal nároku na saský trůn a také vyjádřil odhodlání odmítnout apanáž, na kterou měl od Saského království nárok.

## Profesor
V lednu 1899 princ Maxmilián promoval jako doktor teologie na Würzburské univerzitě. Pracoval jako pastor v kostele v Norimberku a 21. srpna 1900 přijal místo profesora kanonického práva na Freiburské univerzitě.
Koncem roku 1910 vyvolal kontroverzi tím, že v církevním periodiku publikoval článek o spojení východní a římské církve. Tvrdil, že by se mělo upustit od šesti dogmat, aby se usnadnil návrat Východu do katolické církve. Po vydání článku zašel za papežem Piem X., aby mu to vysvětlil, a jako výsledek schůzky souhlasil se stažením článku a podepsal prohlášení, že uznává chyby v něm. Bylo oznámeno, že obnovil svou plnou a bezpodmínečnou přilnavost k doktrínám katolické církve.[zdroj?]

## Válka
Během první světové války sloužil princ Maxmilián jako armádní kaplan. V této funkci se staral o raněné vojáky, udílel pomazání umírajícím a sloužil mši pod ostřelováním. Oblíbili si ho francouzští váleční zajatci, protože se věnoval také jejich blahu. Využil také mezinárodní úřad v Ženevě, aby posílal zprávy rodinám francouzských vězňů.
Po porážce Německého císařství byl jeho bratr král Fridrich August III. nucen abdikovat, protože monarchie byla zrušena.

## Smrt
Princ Maxmilián zemřel ve švýcarském Fribourgu jako poslední žijící vnouče královny Marie II. a krále Ferdinanda II. Portugalského a poslední pravnouče Petra IV. Portugalského a I. Brazilského.

## Vyznamenání
- Saské království: Rytíř Řádu routové koruny[8]
- Pruské království: Rytíř Řádu černé orlice[8]
- Bádenské velkovévodství: Rytíř Domácího řádu věrnosti, 1908[9]
- Bavorské království: Rytíř Řádu sv. Huberta, 1898[10]
- Sasko-Výmarsko-Eisenašsko: Velkokříž Řádu bílého sokola, 1890[11]
- Rakousko-Uhersko: Velkokříž Řádu sv. Štěpána, 1891[12]

## Předkové
|                  |                                       |  |                                      |                                        |  |  |  |  |  |  |  | Bedřich Kristián Saský |
|                  |                                       |  |                                      |                                        |  |  |  |  |  |  |  |                        |
|                  | Maxmilián Saský                       |  |                                      |                                        |  |  |  |  |  |  |  |                        |
|                  |                                       |  |                                      |                                        |  |  |  |  |  |  |  |                        |
|                  |                                       |  |                                      | Marie Antonie Bavorská                 |  |  |  |  |  |  |  |                        |
|                  |                                       |  |                                      |                                        |  |  |  |  |  |  |  |                        |
|                  | Jan I. Saský                          |  |                                      |                                        |  |  |  |  |  |  |  |                        |
|                  |                                       |  |                                      |                                        |  |  |  |  |  |  |  |                        |
|                  |                                       |  |                                      | Ferdinand Parmský                      |  |  |  |  |  |  |  |                        |
|                  |                                       |  |                                      |                                        |  |  |  |  |  |  |  |                        |
|                  | Karolína Marie Tereza Parmská         |  |                                      |                                        |  |  |  |  |  |  |  |                        |
|                  |                                       |  |                                      |                                        |  |  |  |  |  |  |  |                        |
|                  |                                       |  |                                      | Marie Amálie Habsbursko-Lotrinská      |  |  |  |  |  |  |  |                        |
|                  |                                       |  |                                      |                                        |  |  |  |  |  |  |  |                        |
|                  | Jiří I. Saský                         |  |                                      |                                        |  |  |  |  |  |  |  |                        |
|                  |                                       |  |                                      |                                        |  |  |  |  |  |  |  |                        |
|                  |                                       |  |                                      | Fridrich Michael Falcko-Birkenfeldský  |  |  |  |  |  |  |  |                        |
|                  |                                       |  |                                      |                                        |  |  |  |  |  |  |  |                        |
|                  | Maxmilián I. Josef Bavorský           |  |                                      |                                        |  |  |  |  |  |  |  |                        |
|                  |                                       |  |                                      |                                        |  |  |  |  |  |  |  |                        |
|                  |                                       |  |                                      | Marie Františka Falcko-Sulzbašská      |  |  |  |  |  |  |  |                        |
|                  |                                       |  |                                      |                                        |  |  |  |  |  |  |  |                        |
|                  | Amálie Augusta Bavorská               |  |                                      |                                        |  |  |  |  |  |  |  |                        |
|                  |                                       |  |                                      |                                        |  |  |  |  |  |  |  |                        |
|                  |                                       |  |                                      | Karl Ludwig von Baden                  |  |  |  |  |  |  |  |                        |
|                  |                                       |  |                                      |                                        |  |  |  |  |  |  |  |                        |
|                  | Karolína Frederika Vilemína Bádenská  |  |                                      |                                        |  |  |  |  |  |  |  |                        |
|                  |                                       |  |                                      |                                        |  |  |  |  |  |  |  |                        |
|                  |                                       |  |                                      | Amalie von Hessen-Darmstadt            |  |  |  |  |  |  |  |                        |
|                  |                                       |  |                                      |                                        |  |  |  |  |  |  |  |                        |
| Maximilián Saský |                                       |  |                                      |                                        |  |  |  |  |  |  |  |                        |
|                  |                                       |  |                                      |                                        |  |  |  |  |  |  |  |                        |
|                  |                                       |  | František Sasko-Kobursko-Saalfeldský |                                        |  |  |  |  |  |  |  |                        |
|                  |                                       |  |                                      |                                        |  |  |  |  |  |  |  |                        |
|                  | Ferdinand Sasko-Kobursko-Gothajský    |  |                                      |                                        |  |  |  |  |  |  |  |                        |
|                  |                                       |  |                                      |                                        |  |  |  |  |  |  |  |                        |
|                  |                                       |  |                                      | Augusta Reussová z Ebersdorfu          |  |  |  |  |  |  |  |                        |
|                  |                                       |  |                                      |                                        |  |  |  |  |  |  |  |                        |
|                  | Ferdinand II. Portugalský             |  |                                      |                                        |  |  |  |  |  |  |  |                        |
|                  |                                       |  |                                      |                                        |  |  |  |  |  |  |  |                        |
|                  |                                       |  |                                      | František Josef Koháry                 |  |  |  |  |  |  |  |                        |
|                  |                                       |  |                                      |                                        |  |  |  |  |  |  |  |                        |
|                  | Marie Antonie Koháryová               |  |                                      |                                        |  |  |  |  |  |  |  |                        |
|                  |                                       |  |                                      |                                        |  |  |  |  |  |  |  |                        |
|                  |                                       |  |                                      | Marie Antonie z Valdštejna-Wartenbergu |  |  |  |  |  |  |  |                        |
|                  |                                       |  |                                      |                                        |  |  |  |  |  |  |  |                        |
|                  | Marie Anna Portugalská                |  |                                      |                                        |  |  |  |  |  |  |  |                        |
|                  |                                       |  |                                      |                                        |  |  |  |  |  |  |  |                        |
|                  |                                       |  |                                      | Jan VI. Portugalský                    |  |  |  |  |  |  |  |                        |
|                  |                                       |  |                                      |                                        |  |  |  |  |  |  |  |                        |
|                  | Petr I. Brazilský                     |  |                                      |                                        |  |  |  |  |  |  |  |                        |
|                  |                                       |  |                                      |                                        |  |  |  |  |  |  |  |                        |
|                  |                                       |  |                                      | Šarlota Joaquina Španělská             |  |  |  |  |  |  |  |                        |
|                  |                                       |  |                                      |                                        |  |  |  |  |  |  |  |                        |
|                  | Marie II. Portugalská                 |  |                                      |                                        |  |  |  |  |  |  |  |                        |
|                  |                                       |  |                                      |                                        |  |  |  |  |  |  |  |                        |
|                  |                                       |  |                                      | František I. Rakouský                  |  |  |  |  |  |  |  |                        |
|                  |                                       |  |                                      |                                        |  |  |  |  |  |  |  |                        |
|                  | Marie Leopoldina Habsbursko-Lotrinská |  |                                      |                                        |  |  |  |  |  |  |  |                        |
|                  |                                       |  |                                      |                                        |  |  |  |  |  |  |  |                        |
|                  |                                       |  |                                      | Marie Tereza Neapolsko-Sicilská        |  |  |  |  |  |  |  |                        |
|                  |                                       |  |                                      |                                        |  |  |  |  |  |  |  |                        |